# 만성역
만성역(Manseong station, 萬聖驛)은 전라남도 여수시 만흥동에 위치하였던 전라선의 역이다.
인근에 있는 만성리 해수욕장의 여객 수송을 위해 1969년 7월 13일에 임시승강장으로 개설된 이래, 2007년까지 매년 여름 휴가철에만 임시로 여객열차가 정차하였으나, 이용객의 감소로 2008년부터는 여름 휴가철에도 열차가 정차하지 않게 되었다.
2011년 4월 5일에 순천 - 여수 구간의 선로가 이설되면서 공식 폐역되었다.

## 역명 유래
1914년 행정구역 개편시 만홍리의 발음과정이 어려워서 천성산(天望山)의 성(聖)자를 따서 만성리(萬聖里)로 한데서 유래하였다.

## 연혁
- 1934년 6월 20일 : 무배치간이역으로 영업 개시[2]
- 1944년 6월 15일 : 폐역[3]
- 1969년 7월 13일 : 임시승강장으로 영업 재개
- 2011년 4월 5일 : 순천~여수 간 복선전철화에 따라 폐역[4]